# اکسپکتورانت

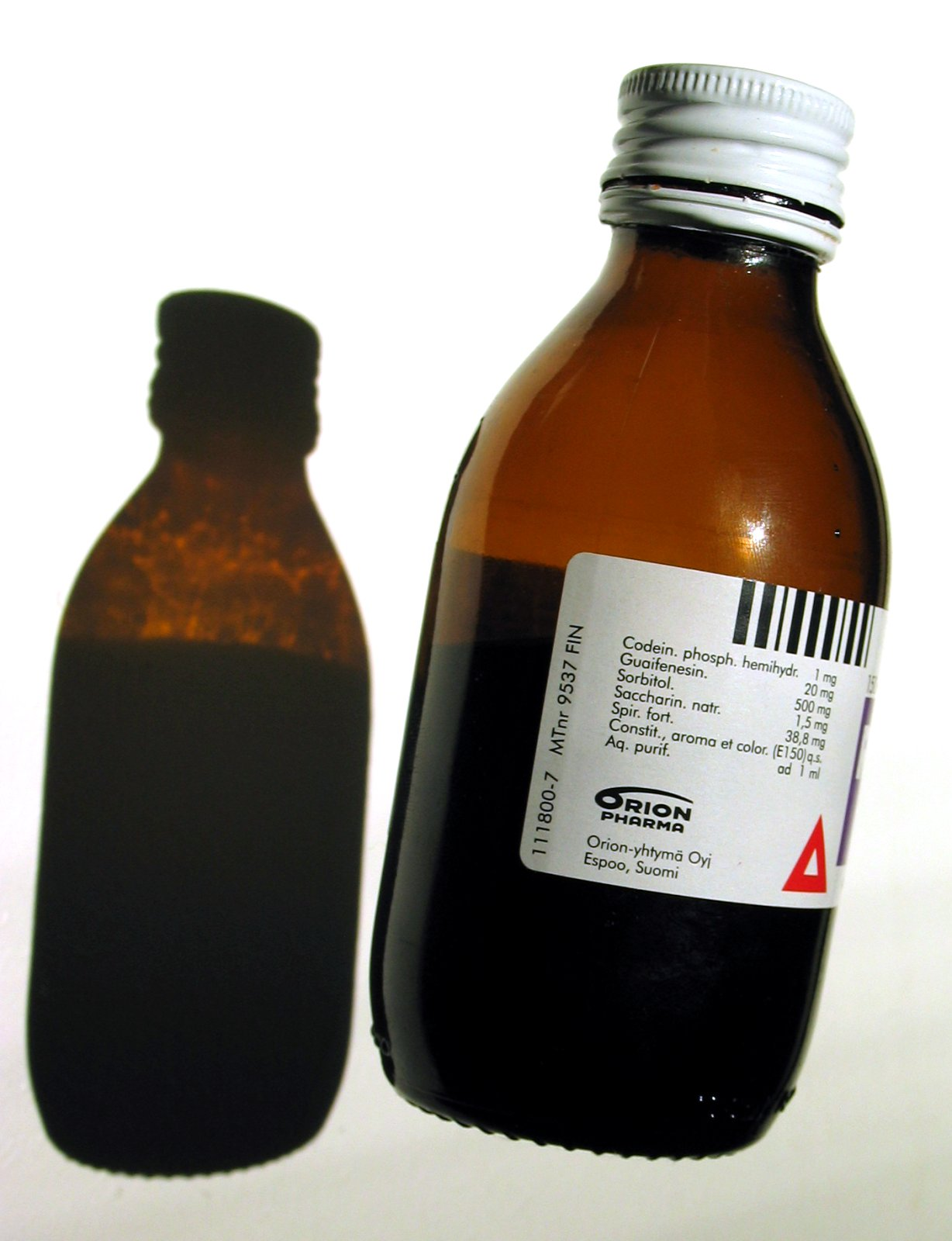
اکسپکتورانت مصرف در بارداری: مجاز (جزء داروهای دسته C می‌باشد)

اکسپکتورانت (به انگلیسی: Expectorant)، دارویی است که برای رقیق کردن خلط و تسهیل خروج آن از ریه‌ و ضد سرفه مصرف و با نام‌های تجاری Coufex Pectoramin و Pectorant شناخته می‌شود. این دارو در رده درمانی خلط‌آورها و ضد سرفه‌ها و در رده فارماکولوژیک اکسپکتورانت‌ها قرار دارد. اکسپکتورانت در دوران بارداری، در رده C طبقه‌بندی شده و به شکل شربت عرضه می‌شود. هر ۵ سی‌سی از این شربت حاوی ۱۰۰ میلی‌گرم گایافنزین (خلط‌آور و ضد سرفه)، ۲ میلی‌گرم کلرفنیرامین مالئات (یک آنتی‌هیستامین خواب‌آور)، و ۳۰ میلی‌گرم سودوافدرین کلراید (یک محرک ضعیف تا متوسط) است.
تا چند سال قبل، در شربت اکسپکتورانت در هر ۵ سی سی به جای سودوافدرین از فنیل پروپانول آمین Hcl به میزان ۲ میلی‌گرم و سیترات سدیم به میزان ۱۹۷ میلی‌گرم و اسید سیتریک به میزان ۶۰ میلی‌گرم استفاده می‌شد. فنیل پروپانول آمین اثرات شیدایی آور داشت. اسید سیتریک نیز همان جوهر لیمو است که اثرات مضر زیادی دارد. سیترات سدیم نیز طعم دهنده و نگه دارنده مواد غذایی می باشد.

## مکانیسم اثر
اکسپکتورانت از ترکیب سه دارو تولید شده است. این سه دارو عبارت‌اند از: گایافنزین، کلرفنیرآمین و سودوافدرین. برآیند اثر این داروها، سبب رقیق شدن خلط و بیرون‌آمدن آن از شش و راه‌های هوایی می‌شود.
از این سه دارو، گایافنزین سبب کاهش چسبندگی خلط و آسان شدن خروج آن می‌شود، کلرفنیرآمین با اثرهای آنتی هیستامینی خود تأثیر می‌گذارد و سودوافدرین به عنوان یک داروی آدرنرژیک و با اثرات سمپاتیک خود، به صورت یک ترکیب ضداحتقان عمل می‌کند. بدین ترتیب اکسپکتورانت در نهایت سبب تسکین سرفه‌های خشک و همچنین نرم‌شدن مخاط شش و تخلیه خلط می‌گردد.

## موارد مصرف
مورد مصرف این دارو، درمان علامتی سرفه و احتقان بینی ناشی از سرماخوردگی، آلرژی و عفونت‌های تنفسی است. اکسپکتورانت برای کاهش غلظت و چسبندگی خلط و تسهیل خروج آن از ریه‌ها، کاهش موکوس ریوی و تبدیل سرفه‌های خشک به سرفه ترشحی و خلط‌آور استفاده می‌شود.

## طریقه مصرف
- دربزرگسالان: ۵ تا ۱۰ میلی‌گرم (۵ تا ۱۰ سی سی) از راه خوراکی، هر ۶ ساعت تجویز می‌شود.
- درکودکان سنین ۶ تا ۱۲ سال: ۲٫۵ تا ۵ سی سی از راه خوراکی، هر ۶ تا ۸ ساعت تجویز می‌شود.(تا حداکثر ۲۰ سی سی در روز)

- در کودکان سنین ۲ تا ۶ سال: ۱٫۲۵ تا ۲٫۵ سی سی از راه خوراکی، هر ۶ تا ۸ ساعت تجویز می‌شود. (تا حداکثر ۱۰ سی سی در روز)

## موارد منع مصرف
اگرچه هریک از اجزای این فراورده، موارد منع مصرف مشخصی دارند، ولی بامقادیر به کاربرده شده در این فرمولاسیون، منع مصرف قابل توجهی وجود ندارد.
- جهت اطلاع بیشتر به داروهای گایافنزین، کلرفنیرآمین و پزودوافدرین مراجعه شود.

## تداخلات دارویی
مصرف هم‌زمان این فراورده با سایر ترکیبات مضعف CNS (دستگاه عصبی مرکزی) موجب تشدید اثرات در هر دو گروه دارویی می‌شود.
- جهت اطلاع بیشتر به داروهای گایافنزین، کلرفنیرآمین و پزودوافدرین مراجعه شود.

## عوارض جانبی
اگرچه هریک از اجزاء این فراورده، عوارض جانبی مشخصی دارند، ولی با مقادیر به‌کاربرده شده در این فُرمولاسیون عارضه زیادی ایجاد نمی‌کنند.
- جهت اطلاع بیشتر به داروهای گایافنزین، کلرفنیرآمین و سودوافدرین مراجعه شود (حالت تهوع. استفراغ. خواب آلودگی. شکم درد. حساسیت پوستی. کهیر می‌توان اشاره کرد.)